# Peroxide
A Peroxide Nina Nesbitt skót énekes-dalszerző első stúdióalbuma, amit 2014. február 17-én adott ki az Island Records; a lemez új dalok mellett korábbi középlemezinek számait is tartalmazza. Megjelenését követően Edinburgh-ban, Londonban és Manchesterben tartott lemezbemutató koncertet.

## Számlista
| 1.    | Peroxide                       | Nina Nesbitt                             | Jake Gosling                     | 3:31 |
| 2.    | Stay Out                       | Nesbitt Iain Archer                      | Archer Gosling                   | 2:43 |
| 3.    | Selfies                        | Nesbitt Thomas Kirkpatrick               | James Earp                       | 3:26 |
| 4.    | Two Worlds Away                | Nesbitt                                  | Gosling                          | 3:25 |
| 5.    | Align                          | Nesbitt Gosling Chris Leonard            | Gosling                          | 3:58 |
| 6.    | Mr. C                          | Nesbitt Steve Mac Lily Allen Karen Poole | Mac                              | 2:42 |
| 7.    | He’s the One I’m Bringing Back | Nesbitt Nick Hodgson                     | Gosling                          | 3:01 |
| 8.    | 18 Candles                     | Nesbitt Gosling Leonard                  | Gosling Matt Furmidge Alex Smith | 3:13 |
| 9.    | Tough Luck                     | Nesbitt Gosling                          | Gosling                          | 3:18 |
| 10.   | The Outcome                    | Nesbitt Archer                           | Gosling                          | 3:22 |
| 11.   | Hold You (Kodaline-nal)        | Nesbitt                                  | Earp                             | 5:28 |
| 12.   | We’ll Be Back for More         | Nesbitt Rune Westberg                    | Gosling Archer                   | 3:20 |
| 13.   | The Hardest Part               | Nesbitt                                  | Gosling                          | 4:02 |
| 70:31 |                                |                                          |                                  |      |

| 14. | Some You Win                    | Nesbitt Gosling Leonard | Gosling                | 3:34 |
| 15. | Bright Blue Eyes                | Nesbitt                 | Earp                   | 4:09 |
| 16. | Brit Summer                     | Nesbitt Archer          | Archer                 | 3:09 |
| 17. | Don’t Stop                      | Christine McVie         | Earp James F. Reynolds | 2:46 |
| 18. | Not What Your Dad Wants to Know | Nesbitt                 | Earp                   | 2:59 |
| 19. | The Apple Tree                  | Nesbitt Gosling Leonard | Gosling                | 2:51 |
| 20. | The People                      | Nesbitt                 | Gosling                | 5:27 |

## Helyezések
| Lemezeladási lista (2014) | Legjobb helyezés |
| ------------------------- | ---------------- |
| Ír albumlista (IRMA)      | 40               |
| Skót albumlista (OCC)     | 1                |
| Brit albumlista (OCC)     | 11               |

## Kiadás
| Régió              | Dátum             | Formátum      | Kiadó          |
| ------------------ | ----------------- | ------------- | -------------- |
| Ausztrália         | 2014. február 14. | Digitális     | Island Records |
| Új-Zéland          | 2014. február 14. | Digitális     | Island Records |
| Írország           | 2014. február 14. | Digitális, CD | Island Records |
| Egyesült Királyság | 2014. február 17. | Digitális, CD | Island Records |
| Japán              | 2014. február 19. | Digitális     | Island Records |

## Fordítás
- Ez a szócikk részben vagy egészben  a   Peroxide (Nina Nesbitt album) című angol Wikipédia-szócikk ezen változatának fordításán alapul.  Az eredeti cikk szerkesztőit annak laptörténete sorolja fel. Ez a jelzés csupán a megfogalmazás eredetét és a szerzői jogokat jelzi, nem szolgál a cikkben szereplő információk forrásmegjelöléseként.